# Illír tarsza
Az illír tarsza (Isophya modestior) a fürgeszöcskék családjába tartozó, Közép-Európában honos szöcskefaj.

## Megjelenése
Az illír tarsza testhossza a hím esetében 18-22 mm, a nőstény 19-21 mm, ehhez járul még a 11-14 mm-es tojócső. Alapszíne zöld, finom vörösbarna pontozással. A szemektől kiindulva 
világos csík húzódik a torpajzs végéig (a torpajzs hátsó részén rozsdabarna szegéllyel). A csökevényes, pikkelyszerű szárnyak külső széle is világos. A hím szárnyai kb. olyan hosszúak mint a torpajzs és felülről nézve szélesebbek mint a torpajzs hátsó szegélye. A szárnyakon egy ár alakú barna folt látható. A hímek torpajzsa hátrafelé csak gyengén kiszélesedő, a nősténynél nem. A hím cerkuszai (potrohfüggelékei) kevéssé hajlottak, a felfelé befelé hajló szakaszuk többé-kevésbé egyenes, a végén meglehetősen nagy foggal. Szubgenitális lemezük keskeny, mélyen bevágott. A nőstény tojócsöve felfelé ível, a vége sötéten fűrészes. 
Éneke igen halk, túlnyomórészt az ultrahangtartományban ciripel. A syllabusok egyesével, de nagy szünetekkel követik egymást. A tarszákra jellemző kopogó hangot csak ritkán ad. 

### Hasonló fajok
Közeli rokonaival (magyar tarsza, kárpáti tarsza, szerény tarsza, erdei tarsza, pienini tarsza, Stys-tarsza) lehet összetéveszteni.

## Elterjedése
Európában honos, Északkelet-Olaszországban, a Kárpát-medence nyugati harmadában és a Nyugat-Balkánon. Magyarországon ritka, a Dunántúl déli és nyugati hegyvidékein (Mecsek, Villányi-hegység, Kőszegi-hegység, Vértes) fordul elő, itt található elterjedésének északi határa.  

## Életmódja
Zavartalan, dús és változatos növényzetű erdei tisztások, erdőszélek lakója. A gyepszintben mozog. Kétszikű növények leveleivel táplálkozik. Röpképtelen, rosszul ugró, kevéssé mozgékony faj. 
Kifejlett példányaival júniustól augusztus elejéig lehet találkozni. A nőstény a talajba, 2-3 cm mélyen rakja le petéit, amelyekből áttelelés után, tavasszal kelnek ki a lárvák. 
Magyarországon védett, természetvédelmi értéke 10 000 Ft.

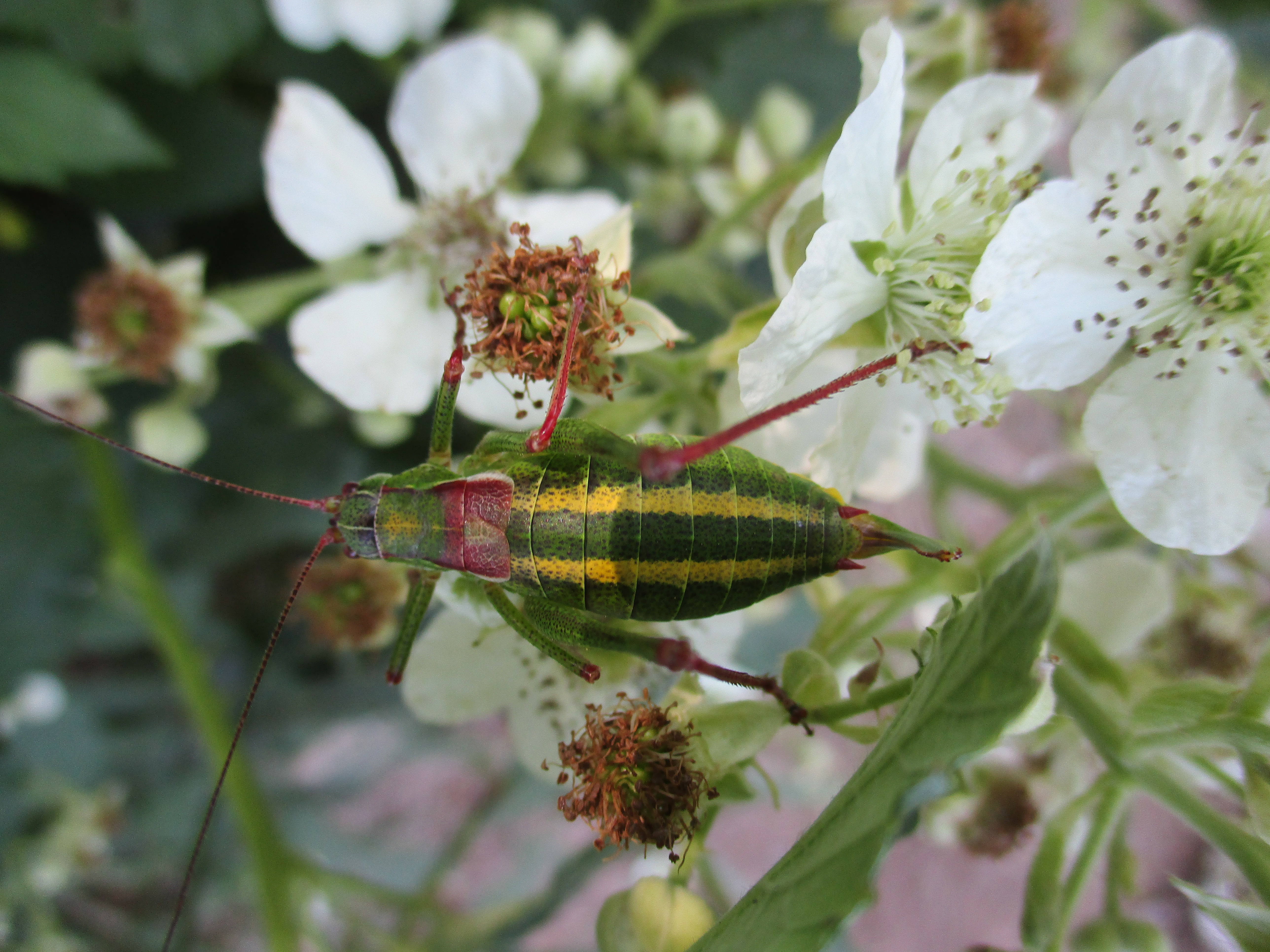